# وحدة طوبولوجية
في الرياضيات، تُعتبر الوحدة الطوبولوجية عبارة عن وحدة فوق حلقة طوبولوجية بحيث يكون الضرب القياسي والإضافة مستمرًا.

## أمثلة
```
فراغ متجه طوبولوجي هو وحدة طوبولوجية على مجال طوبولوجي.
```

ويمكن اعتبار مجموعة أبيليان الطوبولوجية وحدة طوبولوجية على Z، حيث Z هي حلقة من الأعداد الصحيحة مع فراغ متقطع.
الحلقة الطوبولوجية هي وحدة طوبولوجية على كل من حلقاتها الفرعية.
وهناك مثال أكثر تعقيدًا هو طوبولوجيا I-adic على حلقة ووحداتها. فبفرض أن I مثالية للحلقة R. تشكل المجموعات ذات الشكل x + In، بحيث إن جميع عناصر x داخل R وجميع الأعداد الصحيحة الموجبة n، من قاعدة الطوبولوجي على R بحيث تجعل R داخل حلقة طوبولوجية. إذن لأي وحدة R- M متروكة، وتشكل المجموعات ذات الشكل x + InM، بحيث إن جميع x داخل M وجميع الأعداد الصحيحة الموجبة n، قاعدة لوحدة طوبولوجية على M بحيث تجعل M داخل وحدة طوبولوجية على الحلقة الطوبولوجية R.